# Поисковая реклама
Поисковая реклама — частный случай контекстной рекламы, применяемый в поисковых системах. Отличительной особенностью является то, что выбор демонстрируемых рекламных сообщений определяется с учетом поискового запроса пользователя.
Оплата поисковой рекламы может основываться на разных принципах: по числу показов рекламного сообщения, по числу кликов пользователей поисковой системы, по принципу аукциона ключевых слов.
Данный вид интернет-рекламы относится к числу наиболее эффективных, поскольку тематика демонстрируемых рекламных сообщений максимально соответствует текущим интересам пользователя.

## История
Наиболее посещаемые ресурсы в интернете — поисковые системы. Они позволяют чрезвычайно точно концентрировать информацию для целевой аудитории.
Ещё в 1994 году эта активность пользователей была использована при размещении онлайновой рекламы: на поисковой системе Infoseek начали показывать посетителям баннеры в зависимости от их запросов. В 1998 году этот опыт был принесен в Россию: первое рекламное объявление, связанное с содержанием поисковых запросов, было показано на Яндексе.
В 2000 году идея показа поисковой рекламы была положена в основу бизнес-модели поисковика Google. Успех Google привлек к поисковой рекламе пристальное внимание рекламодателей, а также специалистов, определявших направление развития других поисковых систем.
Сейчас все три крупнейшие поисковые системы Рунета: Яндекс, Google и поиск на Mail.Ru предлагают рекламодателям целый спектр возможностей поисковой рекламы.

## Доверительный (добровольный) маркетинг
Отличие поисковой рекламы от традиционной рекламы связано с отличиями традиционного маркетинга и доверительного маркетинга (permission marketing).
Задача традиционного маркетинга заключается в том, чтобы отвлечь внимание человека от того, чем тот занят, и переключить это внимание на восприятие маркетинговой коммуникации.
Доверительный маркетинг заключается в том, чтобы вовлечь потребителя в маркетинговый процесс, не перехватывать внимание, а завоевать доверие потребителя; не раздражать его рекламой, а сообщать ему релевантную информацию о том, что его интересует в данный момент.

## Задачи поисковой рекламы
1. Быстрое стимулирование продаж. Поисковая реклама имеет прямую фокусировку «по интересу» (прямой таргетинг), большинство запросов пользователей поисковой системы являются транзакционными, то есть пользователи с высокой вероятностью готовы стать покупателями. Спрос на товар или услугу возрастает сразу после начала рекламной кампании, прирост спроса исчезает практически сразу после окончания кампании.
2. Создание спроса. Поисковая реклама позволяет использовать косвенный таргетинг, выделяя узкую группу потребителей некоторого множества взаимосвязанных услуг или товаров. Эту особенность используют для создания ещё не существующего спроса при вводе на рынок новых товаров.
3. Нишевый брендинг. Создание устойчивой ассоциации между некоторой товарной категорией и именем бренда (особый эффект здесь имеет баннерная реклама).

## Специфические для поисковой рекламы виды таргетинга
Кроме указанных прямого и косвенного таргетинга, существуют специфические виды таргетинга, которого можно достичь с помощью поисковой рекламы.
- Социально-демографический. Ещё один случай косвенного таргетинга, при котором для повышения эффективности рекламы используются предполагаемые характеристики пользователей, вводящих запросы. (К примеру, одеждой для беременных интересуются будущие мамы, а произведениями школьной программы — школьники определённого возраста.)
- Смысловой геотаргетинг. Применяется в том случае, если предложение рекламодателя имеет жесткую географическую привязку, в то время как его целевая аудитория не обязательно сосредоточена в данном регионе. В таких случаях ориентируются на запросы, в которых комбинируется название города и ключевые слова по рекламируемой тематике.